# Lepidium campestre
Passerage des champs, Bourse-de-Judas
Espèce
Lepidium campestre, la Passerage des champs, Nasitort ou Bourse-de-Judas, est une espèce de plantes herbacées de la famille des Brassicacées.

## Liste des variétés et formes
Selon Tropicos (30 novembre 2013) :
- Lepidium campestre var. glabratum Lej & Court.
- Lepidium campestre f. glabratum Thell.